# Knopkroos
Knopkroos (Lemna turionifera) is een overblijvende waterplant uit de aronskelkfamilie. In de herfst wordt zetmeel opgeslagen en overwintert de plant met winterknoppen op de bodem. Het is een exoot en staat op de Lijst van nieuwe planten in Nederland. De plant komt van nature voor in Noord-Amerika en Azië en van daaruit verspreid naar Europa. Het aantal chromosomen is  2n = 40, 42, 50 of 80.

## Determinatie
De plant bestaat uit een schijfje dat een bladachtige stengel zonder bladeren is en heeft één worteltje. De olijfgroene, 2–2,5 mm lange en 1,5–2 mm brede, vaak zeer asymmetrische, drienervige schijfjes hebben bijna altijd een purperen kleur beginnend bij de wortelaanhechting en zijn van voren afgerond. De papillen op de ruglijn zijn klein en aan de onderkant bij de wortelaanhechting iets groter. De schijfjes hebben een tot 15 cm lange wortel. De luchtholten zijn tot 0,3 mm groot. Vaak zijn er verdikte met zetmeel gevulde, olijfgroene tot bruine, 0,8–1,6 mm grote turions aanwezig, alleen niet midden in de zomer. Knopkroos is eenhuizig.
De groene bloemen zijn eenslachtig.
De 0,5–0,6 mm grote vrucht is een eenzadig nootje met dertig tot zestig onduidelijke ribben.

## Ecologie
Knopkroos komt voor in eutroof zoetwater.

## Namen in andere talen
- Duits: Rote Wasserlinse
- Engels: Turion Duckweed
- Frans: Lentille d’eau rouge